# Бойко Толинов
Бойко Стоянов Толинов, известен и като Бойко Дюкянджията, е революциянер, роден в село Копривщица, четник на Христо Ботев.
Бойко Толинов произхожда от свещенически род. Дядо му е бил калугер в Светогорски манастир и имал мирско име Анатолий, оттам идва и името на рода Толинови. Самият Бойко има дюкян, който обслужва с помощта на съдружник.
На двадесет и две години заминава за Румъния, където попада в обкръжението на хъшовете и приема идеята за революция в българските земи. При завръщането си в Копривщица подарява икони на храмовете и установява полезни взаимодействия с Неофит Рилски. Търси съветите на Найден Геров при него в Пловдив и води активна кореспонденция с други търговци в Цариград. Сприятелява се с Найден Попстоянов, комуто съдейства при основаването на женското благотворително дружество „Благовещение“. Участва съвместно с Тодор Каблешков при създаването на копривщенското Машинническо дружество.
След ново заминаване за Румъния в Александрия попада на сбирка за набиране на доброволци за четата на Христо Ботев и в този съдбовен момент се присъединява към нея. Така е и записан: Бойко С. Толинов из Копривщица, тринадесети поред. В списък на Киряк Цанков копривщенеца е записан под номер осем като Бойко Стелинов. След клетвата пътят му го отвежда през Козлодуй, Бутан, Рашково бърдо (близо до село Сърбеница), местността Камъка, а след престрелка при село Баница Бойко стъпва на Милин камък. Гробът на копривщенеца, загинал от черкезки куршум  не е известен на поколенията.